# 向阳水库 (榆树)
向阳水库是中国吉林省长春市榆树市于家镇境内的一座水库，位于卡岔河支流三道河上，建于1958年。水库正常库容为1351万立方米，集雨面积为67平方千米，海拔为188.63米。